# Памятник Уитмену
Памятник Уитмену — скульптурная композиция, посвящённая американскому поэту, публицисту Уолту Уитмену. Открыта в 2009 году.
Адрес установки: г. Москва, МГУ им. Ломоносова (у входа в 1-й гуманитарный корпус).

## История
Уолт Уитмен (1819—1892) — американский поэт и публицист, реформатор американской поэзии. Автор поэтического сборника «Листья травы». Его нововведением в американскую литературу был свободный стих.
Памятник поэту был открыт в Москве к 190-летию со дня его рождения 14 октября 2009 года у здания первого гуманитарного корпуса МГУ. Монумент преподнесла в дар Москве мэрия Вашингтона — в ответ на решение московских властей в 2000 году подарить американской столице памятник русского поэта Александра Пушкина. В церемонии принимали участие госсекретарь США Хиллари Клинтон, ректор МГУ Виктор Антонович Садовничий, министр иностранных дел России Сергей Лавров, мэр Москвы Юрий Лужков и др.
Авторы памятника: заслуженный архитектор России М. М. Посохин, народный художник России, скульптор А. Н. Бурганов. Они же были авторами памятника А. С. Пушкину в Вашингтоне. На памятнике А. С. Пушкину в Вашингтоне поэт изображён стоящим в полный рост в верхней одежде. За ним расположена круглая колонна, на вершине которой установлена скульптура Пегаса в крыльями.
Таким же авторы изобразили и Уолта Уитмена на московской скульптуре. Поэт стоит со шляпой в правой руке на невысоком постаменте. За ним установлена колонна с Пегасом.
На постаменте установлена табличка с надписью на русском и английском языках. Текст на русском языке: «Уолт Уитмен великий американский поэт „Вы, россияне, и мы, американцы!… так далеко друг от друга, кажемся настолько разными, но всё-таки… чем-то самым главным, наши родины так похожи…“».

## Технические данные
Высота памятника составляет более трёх метров. Скульптуры выполнены из бронзы, постамент — из коричневого гранита. Благоустроена территория около памятника.